# Uskrsnuće (Tolstoj)
Uskrsnuće (ruski: Воскресение) je roman Lava Tolstoja, originalno objavljen 1899. godine. 
Predstavlja posljednji roman, odnosno posljednje značajno književno djelo u Tolstojevoj bibliografiji. Protagonist je Dmitrij Ivanovič Nehljudov, plemić koji je imao kratku ljubavnu vezu sa sobaricom Katjom Maslovom, zbog koje je ona završila na ulici i bila prisiljena uzdržavati se prostitucijom; radnja prati njegove napore da se iskupi za grijeh i pomogne Maslovoj, koja je lažno optužena za ubojstvo i osuđena na zatvorsku kaznu u Sibiru. 
Tolstoj je u ovom romanu žestoko napao društvenu nejednakost i licemjerje tadašnjeg ruskog društva. Zbog naturalističkih prikaza raznih oblika društvene patologije, roman je bio cenzuriran i u svom integralnom izdanju objavljen je tek 1934. godine. Tolstoj je eksplicitnim iznošenjem vlastitih religijskih i političkih stavova izazvao reakciju Ruske pravoslavne crkve koja ga je dala ekskomunicirati. 
U svijetu je Uskrsnuće, međutim, dočekano daleko bolje; Tolstoj je tada već bio etabliran pisac i knjiga je dočekana s velikim očekivanjem, te postala je najčitanija i najprodavanija od svih knjiga za Tolstojevog života. Kritičari su joj, međutim, zamjerali preveliku didaktičnost, odnosno sklonost autora propovijedanju svog svjetonazora nauštrb estetskih i narativnih kriterija. Zbog toga je danas manje poznata od Rata i mira i Ane Karenjine.
Tolstoj je roman, između ostalog, napisao i sa željom da prikupi novac od tantijema kako bi financirao emigraciju kršćanske sekte Duhoboraca u Kanadi.

## Vanjske poveznice
- (engl.) Besplatna e-knjiga: Tolstoj, Uskrsnuće na projektu Gutenberg